# Fra noi/Gold Snake
Fra noi/Gold Snake è il 14° singolo della cantante italiana Iva Zanicchi, pubblicato nel 1966.

## Tracce
Lato A
- Fra noi (è finita così) - 2:30 - (Arrigo Amadesi - Albula)

Lato B
- Gold Snake - 2:50 - (Carlo Donida - Carlo Savina - Silvana Simoni)

## Brani
- Fra noi sarà inserita nell'album Fra noi, pubblicato nel maggio 1967
- Gold Snake non sarà mai pubblicata in un album